# HD 3167
HD 3167は、地球からうお座の方向に存在する恒星であり、4つの太陽系外惑星が周囲を公転していることが知られている。この恒星の見かけの等級は8.97等級であるため、肉眼で観測することはできない。HD 3167までの距離は、ガイア計画によって測定されており、21.1363 masの年周視差から154光年という値が得られている。また、比較的高い固有運動を持っており、年間0.204″の速度で天球上を移動している。1953年にパロマー天文台スカイサーベイの天体観測中に初めて撮影されて以来、2017年までに12.5″以上移動した。HD 3167は地球から遠ざかっており、太陽を中心とした平均視線速度は約 +19.5 km/sである。
HD 3167はありふれたK型主系列星の1つで、スペクトル分類はK0Vであり、変光星ではない。太陽の86%と質量の半径を持つ。分光観測に基いた推定では、密度は約 1.9 g/cm3 となる。有効温度は 5,261 K で、光度は太陽の56%。自転速度は約 1.7 km/s と比較的遅いことが示している。金属量は太陽に近い。
2021年10月、周囲に奇妙な軌道を持っている太陽系外惑星が3個存在していることが報告された。そのうちの2つの惑星（HD 3167 c・HD 3167 d）は極軌道、つまり主星の極の上空を通過する軌道で公転している一方で、残る1つの惑星（HD 3167 b）は主星の赤道の周囲を公転している。

## 惑星系
| 名称 （恒星に近い順） | 質量                 | 軌道長半径 （天文単位） | 公転周期 (日)               | 軌道離心率 | 軌道傾斜角      | 半径               |
| --------------------- | -------------------- | ----------------------- | --------------------------- | ---------- | --------------- | ------------------ |
| b                     | 5.02±0.38 M⊕         | 0.01815±0.00023         | 0.959641+0.000011 −0.000012 | 0（仮定）  | 83.4+4.6 −7.7°  | 1.70+0.18 −0.15 R⊕ |
| d                     | ≥ 6.90±0.71 M⊕       | 0.07757±0.00027         | 8.509±0.045                 | < 0.36     | —               | —                  |
| c                     | 9.80+1.30 −1.24 M⊕   | 0.1795±0.0023           | 29.875208                   | < 0.267    | 89.3+0.5 −0.96° | 3.01+0.42 −0.28 R⊕ |
| e                     | ≥ 9.74+1.20 −1.15 M⊕ | 0.4048+0.0077 −0.0074   | 102.09+0.52 −0.50           | < 0.60     | —               | —                  |

2016年、ケプラー宇宙望遠鏡の延長ミッションであるK2ミッション中に収集されたデータから、HD 3167 b と HD 3167 c と命名された、周囲を公転している2つの太陽系外惑星候補が特定された。HD 3167 は、既知のこのような複数のトランジットを起こす惑星が周囲を公転している恒星の中では最も近い、かつ明るく観測される恒星の1つである。彩層活動がないため、惑星の質量を推定するために必要な正確なドップラー分光法（RV）による観測に適している。フォローアップの視線速度観測では、すでに特定されている2つの惑星以外の未知の天体によって引き起こされている可能性のある追加の信号が示された。これにより、2017年に HD 3167 d と命名された3番目のトランジットを起こさない惑星が発見された。
主星に一番近い軌道を公転しているHD 3167 bは地球の約5倍の質量と、約1.7倍の半径を持っている。主星によって大気が剥ぎ取られた可能性が最も高く、鉄が質量の約15%を占めている岩石惑星である。HD 3167 b は、23.03時間の公転周期でHD 3167の周囲を公転しており、軌道傾斜角は83.4度。軌道長半径は約 0.018 au、つまり主星の半径のほぼ丁度4倍に相当する。
2番目の惑星 HD 3167 c の公転周期は約30日で、軌道離心率は0.267未満、軌道長半径は約 0.18 au である。質量は地球の約9.80倍、半径は約3倍で、算出される密度は1.97+0.94
−0.59 g/cm3と低くなっている。これは、主に水素とヘリウムからなる気体エンベロープを持つミニ・ネプチューン、または主に水からなる組成となっている惑星のいずれかであることを示唆している。2020年に行われた大気の透過分光測定は、水素またはヘリウムによるものではない分子の吸収帯が発見されたため、大気の金属量が高いモデルを強く支持した。主星から受ける放射束は、地球が太陽から受け取る量の約16倍である。HD 3167 b　よりも大気剥離の影響は受けにくいとされている。
HD 3167 d の軌道傾斜角は、他の2つの太陽系外惑星の軌道面からは少なくとも1.3度傾いている。そのような軌道は、この軌道傾斜角が40°未満である場合にのみ1億年以上にわたって安定すると予想される。公転周期は約8日半で、bの軌道とcの軌道の間に位置し、下限質量は地球の約6.90倍である。真の質量はおそらく海王星よりも小さいとみられている。
4番目の惑星である HD 3167 e は、ドップラー分光法による観測で2022年に発見された。HD 3167 c よりもさらに外側の軌道を100日余りの公転周期で公転しており、下限質量は HD 3167 c と同等である。